# Kamel Daoud
Kamel Daoud (Mesra, 1970. június 17. –) algériai író és újságíró. Jelenleg a Le quotidien d'Oran című francia nyelvű napilapot szerkeszti, amelynek népszerű rovatát „Raïna Raïkoum” (A mi véleményünk, az Ön véleménye) címmel írja. A rovatban gyakran kommentálja a híreket.

## Fiatalkora és iskolái
Daoud 1970. június 17-én született az algériai Mostaganemben. Hat gyermek közül a legidősebbként, arabul beszélő muszlim családban nőtt fel Algériában. Daoud francia irodalmat tanult az Oráni Egyetemen. 2008-ban, lánya születése után elvált, mivel felesége egyre vallásosabbá vált (és elkezdett hidzsábot viselni). Két gyermek édesapja (a legidősebb egy fiú, a legkisebb egy lány), és nekik ajánlotta A Meursault-nyomozás (Meursault, contre-enquête) című regényét.

## Újságírói karrier
1994-ben belépett a Le Quotidien d'Oran című francia nyelvű algériai újságba. Első rovata három évvel később jelent meg, „Raina raikoum” („A mi véleményünk, az önök véleménye”) címmel. Nyolc éven át volt az újság főszerkesztője. Kolumnista különböző médiumokban, az Algérie-Focus online újság szerkesztője, és cikkei a Slate Afrique című lapban is megjelennek.

## Viták
2014. december 13-án a France 2 On n'est pas couché című műsorában Kamel Daoud az iszlámhoz fűződő viszonyáról így nyilatkozott:
Még mindig hiszem: ha az úgynevezett arab világban nem döntjük el az istenkérdést, nem rehabilitáljuk az embert, nem jutunk előre – mondta. A vallási kérdés létfontosságúvá válik az arab világban. Meg kell szeletelnünk, el kell gondolkodnunk rajta, hogy előre tudjunk lépni.
Három nappal később Abdelfattah Hamadache Zeraoui, egy szalafista imám, aki akkoriban az Echourouk Newsnak dolgozott, erre a kijelentésre reagálva kijelentette, hogy Daoudot halálra kellene ítélni ezért a kijelentésért, és azt írta, hogy „ha az iszlám saríát alkalmaznák Algériában, a büntetés halál lenne hitehagyásért és eretnekségért”. Pontosította:
Megkérdőjelezte a Koránt és a szent iszlámot is; a muszlimokat méltóságukban sértette meg, a Nyugatot és a cionistákat pedig dicsérte. Megtámadta az arab nyelvet [...]. Felszólítjuk az algériai rezsimet, hogy nyilvánosan ítélje halálra, mert háborút folytatott Isten, a próféta, a könyve, a muszlimok és országaik ellen.
Ezután megismételte fenyegetéseit az Ennahar TV-ben, amely az Ennahar című arab napilap meghosszabbítása.
Daoud panaszt nyújtott be az algériai bíróságon, és az igazságszolgáltatás 2016. március 8-án olyan ítéletet hozott, amelyet Daoud ügyvédje „példátlannak” nevezett: Zeraouit háromtól hat hónapig terjedő börtönbüntetésre és 50 000 dináros pénzbüntetésre ítélték. Az ítéletet azonban az oráni fellebbviteli bíróság 2016 júniusában hatályon kívül helyezte a joghatóság megtámadására hivatkozva.

## Munkái
Daoud bemutatkozó regénye, a Meursault, contre-enquête (2013) elnyerte a Prix Goncourt du Premier Roman (Goncourt-díj egy első regényért), valamint a Prix François Mauriac és a Prix des cinq continents de la francophonie díját. A regényt a Renaudot-díjra is jelölték. A regény, amely Albert Camus Közöny c. művét igyekszik új megvilágításba helyezni, magyarul Új vizsgálat a Meursault-ügyben címmel jelent meg 2016-ban.
2015 áprilisában a New Yorker magazinban megjelent a Meursault, contre-enquête című könyv egy részlete. A New York Times 2015. november 20-i számában Daoud „Saudi Arabia, an ISIS That Has Made It” címmel közölt véleménycikket angolul (John Cullen fordításában) és franciául is. A New York Times 2016. február 14-i számában megjelent Daoud második, ellentmondásos véleménycikke, „Az arab világ szexuális nyomorúsága” címmel angolul (John Cullen fordításában), franciául és arabul. Mindkét cikket a 2017-es Mes Indépendances című esszégyűjteményében jelentette meg.
2018-ban Le Quotidien d'Oran című cikkeit (2010-2016) lefordították angolra.
Houris című regénye 2024-ben elnyerte a Goncourt-díjat.

## Bibliográfia

### Regények
- La Fable du nain, Oran, Dar El Gharb, 2003
- Ô Pharaon, Oran, Dar El Gharb, 2005
- Meursault, contre-enquête, Paris, Gallimard, coll. « Folio », 2023 (ISBN 9782073007285) (1re éd. Barzakh, 2013 et Actes Sud, 2014)
  - Daoud, Kamel. The Meursault Investigation. Other Press (2015)[a] (Originally published by Éditions Barzakh[b] in 2013 then by Actes Sud[c] in 2014.)
- Zabor, or The Psalms (2021). Translated by Ramadan, Emma. Other Press.[d][e]
  - Zabor ou Les Psaumes (2017). Éditions Barzach and Actes Sud.[f]
- Houris, Paris, Gallimard, coll. « Blanche », 2024 (ISBN 9782072999994)

### Novellák
- L'Arabe et le Vaste Pays de ô... (2008). Éditions Barzakh.
- La Préface du Négre (2008). Éditions Barzakh.
  - Republished in France as Minotaure 504 (2011). Sabine Wespieser éditeur.[g]
- Minotaure 504, Paris, Sabine Wespieser éditeur, 2011 (ISBN 978-2848050980)
- Musa (2015) Daoud, Kamel (April 6, 2015) "Musa" The New Yorker 91 (7). Translated from the French by John Cullen: 66–73.

### Non-fiction
- Raïna raïkoum, Oran, Dar El Gharb, 2002
- Mes indépendences – Chroniques 2010-2016 (2017). Éditions Barzakh and Actes Sud.[h]
- Le Peintre dévorant la femme (2018). Stock.[i]

### Magyarul
- Új vizsgálat a Meursault-ügyben. Regény (Meursault, contre-enquête) – Ab Ovo, Budapest, 2016 · ISBN 9786155353987 · Fordította: Pataki Pál

———————
Megjegyzések
1. ↑  Originally published in French as Meursault, contre-enquête, 2013.
2. ↑  Daoud, Kamel. Meursault, contre-enquête : roman. ISBN 978-9931-325-56-7. OCLC 874450228
3. ↑  Daoud, Kamel. Meursault, contre-enquête : roman, 1re édition. ISBN 978-2-330-03372-9. OCLC 880551333
4. ↑  Daoud, Kamel. Zabor, or the psalms : a novel, Ramadan, Emma. (2021. március 2.). ISBN 978-1-63542-014-2. OCLC 1157910218
5. ↑  Briefly reviewed in the April 5, 2021 issue of The New Yorker, p.58.
6. ↑  Daoud, Kamel. Zabor ou les psaumes : roman, 1re édition (2017). ISBN 978-2-330-08173-7. OCLC 1000594725
7. ↑  Daoud, Kamel. Le Minotaure 504 : nouvelles. Paris: Sabine Wespieser (2011. június 16.). ISBN 978-2-84805-098-0. OCLC 731328412
8. ↑  Daoud, Kamel. Mes indépendances : chroniques 2010-2016, Semiane, Sid Ahmed., Arles: Actes Sud (2017. június 16.). ISBN 978-2-330-07282-7. OCLC 976436139
9. ↑  Daoud, Kamel. Le peintre dévorant la femme (2018). ISBN 978-2-234-08373-8. OCLC 1062401335

## Fordítás
- Ez a szócikk részben vagy egészben  a   Kamel Daoud című angol Wikipédia-szócikk fordításán alapul.  Az eredeti cikk szerkesztőit annak laptörténete sorolja fel. Ez a jelzés csupán a megfogalmazás eredetét és a szerzői jogokat jelzi, nem szolgál a cikkben szereplő információk forrásmegjelöléseként.